# Стадион Краснодара
Стадион Краснодара  (рус. Стадион ФК «Краснодар») се налази у истоименом граду на југу Русије. 

## Отварање
Први меч на стадиону одигран је 9.октобра 2016. године где је репрезентација Русије одиграла пријатељску утакмицу против Костарике. На мечу је присуствовало 34 200 гледалаца. 
Први меч ФК Краснодар, на овом стадиону одигран је 20. октобра 2016. године у трећем колу групне фазе Лиге Европе против Шалкеа. На мечу је присуствовало 33 550 гледалаца.